# Pablo Sandín
Pablo Sandín, vollständiger Name Juan Pablo Sandín de Simone, (* 14. Februar 1994 in Montevideo) ist ein uruguayischer Fußballspieler.

## Karriere
Der 1,74 Meter große Mittelfeldakteur Sandín wechselte im September 2014 vom Club Atlético Rentistas auf Leihbasis zum Zweitligisten Canadian Soccer Club. In der Spielzeit 2014/15 wurde er neunmal (ein Tor) in der Segunda División eingesetzt. Anschließend kehrte er zu Rentistas zurück.